# 金寶慶
金寶慶（韓語：김보경，1976年4月3日—2021年2月2日），韓國女演員。

## 簡歷
金寶慶於1995年透過電視劇《看到新一代，大人們不知道》出道，其後以廣告模特身份活動。1999年，她在電視劇《招待》中嶄露頭角而為人熟知。2001年，她在熱門電影《朋友》中，飾演女高中生搖滾樂隊「Rainbow」的主唱「珍淑」一角而人氣飆升。同年，她在KBS的音樂節目《音樂銀行》中，擔任約半年的主持人。
其後，她持續參演電影及電視劇，並憑藉電視劇《學校4》（2001年）、電影《奇談》（2007年）、電視劇《白色巨塔》（2007年）及電影《北村方向》（2011年）獲得觀眾的喜愛。當中，她憑《奇談》獲畢爾遜青年電影節的優秀女演員獎。2010年，她確診患上肝癌，並於2012年參演晨間劇《彷彿愛過》後，息影淡出幕前治療癌症。
其後，她一直保持低調，大眾並不知其消息。直至2018年，她再度亮相於幕前，與金太祐聯袂登上富川國際奇幻電影節的開幕典禮紅地毯，並講述自己欣喜的近況。然則，她與癌魔搏鬥11年後，於2021年2月2日病逝。金寶慶在抗癌期間並未向外界透露她患癌的消息，因而大眾及演藝界人士在她逝世後才知道此事實，並紛紛傳來懷念及婉惜之聲。其後，她的骨灰安放於家鄉釜山的追悼公園內。

## 演出作品

### 電視劇
- 1995年：KBS《看到新一代，大人們不知道》
- 1996年：MBC《三男三女》
- 1997年：MBC《Star》
- 1997年：KBS《婚紗》飾演 潘乙秀
- 1998年：KBS《乞力馬紮羅的豹子》飾演 潘乙秀
- 1999年：KBS《招待》飾演 酒店服務員
- 1999年：SBS《皇帝的餐桌》
- 2000年：KBS《Drama City－同時上映》飾演 基英
- 2001年：KBS《學校4》飾演 金宥利
- 2003年：MBC《Best劇場－花》飾演 盧宥京
- 2003年：MBC《我們快樂的年輕日子》
- 2004年：MBC《Best劇場－通勤列車Love》飾演 仁愛
- 2004年：KBS《Drama City－Dr. Love》飾演 Dr. Love
- 2005年：KBS《Drama City－狐狸啊狐狸啊》飾演 金智雅
- 2005年：KBS《Drama City－第二次初戀》飾演 仁珠
- 2005年：DMB《口袋電視劇戰士》飾演 圭妍
- 2006年：MBC《Best劇場－過得好嗎，青春》飾演 寶利
- 2007年：OCN《千日夜話》飾演 塔拉
- 2007年：MBC《白色巨塔》飾演 姜熙在
- 2007年：MBC《蘿蔔泡菜》飾演 徐智海
- 2008年：MBC《聚光燈》飾演 李珠熙
- 2010年：KBS《Drama Special－歌劇結束後》飾演 春熙
- 2012年：KBS《Drama Special Series－Amore Mio》飾演 韓秀英
- 2012年：MBC《彷彿愛過》飾演 崔善晶
- 2015年：KBS《Blood》飾演 崔宇植的妻子

### 電影
- 1998年：《裸》飾演 宥利
- 2001年：《朋友》飾演 珍淑
- 2002年：《Are You Ready?》飾演 段珠熙
- 2003年：《清風明月》飾演 詩英
- 2004年：《幼齒老婆》飾演 志秀（特別出演）
- 2006年：《往蒼空》飾演 李清雅
- 2007年：《在夏天過去之前》飾演 素妍
- 2007年：《奇談》飾演 金仁英
- 2007年：《銀河解放陣線》飾演 金美京
- 2009年：《坡州》飾演 鄭子英（特別出演）
- 2009年：《婚禮後》飾演 韓成珠
- 2011年：《北村方向》飾演 慶真／藝真
- 2012年：《恐怖故事－日與月》飾演 善兒的母親（特別出演）
- 2014年：《走到盡頭》飾演 前妻（特別出演）

## 外部連結
- NAVER人物搜索頁面 （页面存档备份，存于）